# Женская сборная Кабо-Верде по волейболу
Женская национальная сборная Кабо-Верде по волейболу (порт. Seleção Cabo-Verdiana de voleibol feminino) — представляет Республику Кабо-Верде на международных волейбольных соревнованиях. Управляющей организацией выступает Федерация волейбола Кабо-Верде (порт. Federação Cabo-Verdiana de voleibol — FCVV).

## История
Федерация волейбола Кабо-Верде — член ФИВБ с 1988 года.
Первое появление женской волейбольной сборной Кабо-Верде на официальной международной арене состоялось в июле 2013 года в ходе 1-го (зонального) этапа отборочного турнира чемпионата мира 2014, прошедшего в столице Сенегала Дакаре. Соперницами островитянок были сборные Сьерра-Леоне, Гамбии, Гвинеи и Сенегала. Первых трёх своих оппоненток дебютантки уверенно обыграли с одинаковым счётом 3:0 и лишь заведомо более сильным волейболисткам Сенегала уступили также в трёх партиях, пробившись со 2-го места во 2-ю стадию мировой квалификации. 2-й этап отбора прошёл в столице Кабо-Верде городе Прая. Хозяйки соревнований в первом матче оказались сильнее волейболисток Гамбии 3:1, а во втором — проиграли Сенегалу 0:3. 2-е место, занятое командой Кабо-Верде в своей зоне, дало им пропуск в финальный этап африканского отборочного турнира мирового первенства, но от права участия в нём островитянки отказались.
В 2015 году сборная Кабо-Верде заявилась для участия в волейбольном турнире Африканских игр. Отборочный турнир в своей зоне спортсменки этого островного государства закончили на 2-м месте, победив команды Мали и Гамбии с одинаковым счётом 3:1 и уступив Сенегалу 0:3. Это позволило сборной Кабо-Верде дебютировать на Африканских играх, проходивших сентябре 2015 в столице Республики Конго Браззавиле. На этом континентальном спортивном форуме команда Кабо-Верде в своей группе предварительного этапа проиграла лидерам африканского женского волейбола — сборным Камеруна, Алжира и Кении в трёх партиях каждой, а также Нигерии 1:3 и одержала одну победу — над командой Мозамбика 3:2. Заняв в группе 5-е место, островитянки в плей-офф выйти не смогли.
На конец апреля 2017 года в столице Кабо-Верде Прае был запланирован зональный групповой турнир квалификации чемпионата мира 2018 с участием команд Сенегала, Гамбии и сборной-хозяйки. После отказа Гамбии участников осталось только двое и единственный матч турнира между Сенегалом и Кабо-Верде принёс успех сенегальским волейболисткам в трёх сетах. Тем не менее 2-е место в зоне позволило островитянкам выйти в финальную стадию отбора, в качестве которой был использован чемпионат Африки. От участия в континентальном первенстве волейболистки Кабо-Верде отказались.

## Результаты выступлений и составы

### Чемпионаты мира
Сборная Кабо-Верде участвовала в двух отборочных турнирах чемпионатов мира.
- 2014 — не квалифицировалась
- 2018 — не квалифицировалась
- 2014 (квалификация): Нилза Гонсалвеш, Ирина Делгаду, Брунелле Лопеш, Беатриз Сантуш, Карина Силва, Ванесса, Жоржана Кардозу, Клара Граса, Крисна Фортеш, Эдна Силва, Клаудия Пинту, Рисия Лопеш.

### Африканские игры
- 2015 — 9—10-е место
- 2019 — не квалифицировалась
- 2024 — не участвовала
- 2015: Селестина Фортеш, Беатриз Сантуш, Брунелле Лопеш, Эдилеуса Вера Круз, Нилза Гонсалвеш, Ленни Привитера, Жоржана Кардозу, Клара Граса, Людмила Варела, Марли Лима, Крисна Фортеш, Рисия Лопеш. Тренер — Оразиу Миннеси.

## Состав
Сборная Кабо-Верде в отборочном турнире чемпионата мира 2018 (апрель 2017)
| №  | Имя, фамилия       | Год рождения | Рост | Амплуа      | Клуб                   |
| -- | ------------------ | ------------ | ---- | ----------- | ---------------------- |
| 1  | Карина Силва       |              |      | связующая   | АБС                    |
| 2  | Ирина Делгаду      |              |      | нападающая  | «Академика ду Минделу» |
| 3  | Брунелле Лопеш     |              |      | нападающая  | «Севен Старз»          |
| 4  | Беатриз Сантуш     |              |      | нападающая  | «Боавишта»             |
| 5  | Нилза Гонсалвеш    |              |      | центральная | «Фонте Франсиш»        |
| 6  | Эдилеуса Вера Круз |              |      | центральная | АБС                    |
| 7  | Жанис Варела       |              |      | нападающая  | «Севен Старз»          |
| 8  | Кейла Круз         |              |      | связующая   | «Фонте Франсиш»        |
| 9  | Людмила Варела     |              |      | нападающая  | АБС                    |
| 10 | Алсионе Силва      |              |      | центральная | «Фонте Франсиш»        |
| 11 | Крисна Фортеш      |              |      | центральная | «Прогрессу»            |
| 12 | Рисия Лопеш        |              |      | нападающая  | «Фонте Франсиш»        |
| 13 | Мелисса Силва      |              |      | либеро      | «Фонте Франсиш»        |
| 14 | Эдна Силва         |              |      | либеро      | АБС                    |

- Главный тренер — Америку Лопеш.
- Тренер — Жуан Мартинш.